# Makalu

Makalu 3D

El Makalu (en nepalí मकालु, Makālu; en chino: 马卡鲁山, Pinyin: Mǎkǎlǔ Shān; Makalungma en limbu) es la quinta montaña más alta de la Tierra con una altitud de 8485 m s. n. m. Está situada en la zona Mahalangur del Himalaya a 19 km al sureste del monte Everest, en la frontera entre China y Nepal. Siendo uno de los ochomiles más prominentes, el Makalu es un pico aislado que llama poderosamente la atención por tener una forma cuasipiramidal con cuatro vertientes muy bien marcadas.
El Makalu tiene dos picos subsidiarios. El primero es el Kangchungtse o Makalu II (7678 m s. n. m.), situado aproximadamente a 3 km al noroeste del pico principal. Partiendo en dirección NNE, tras una amplia meseta y unido por un estrecho pasillo de 7200 m de altitud, a 5 km se encuentra el siguiente pico subsidiario, que recibe de nombre Chomo Lonzo, con una altitud de 7790 m s. n. m.

## Nombre
Makalu proviene del sánscrito, que significa Montaña Negra. Por otra parte, no es casualidad que Maha Kala (No confundir con Dharmapala, entidad divina protectora del budismo) en tibetano significa El gran negro que resulta una descripción muy adecuada de la gran pirámide rocosa, cuando ésta es barrida por el viento.

## Historia de la escalada

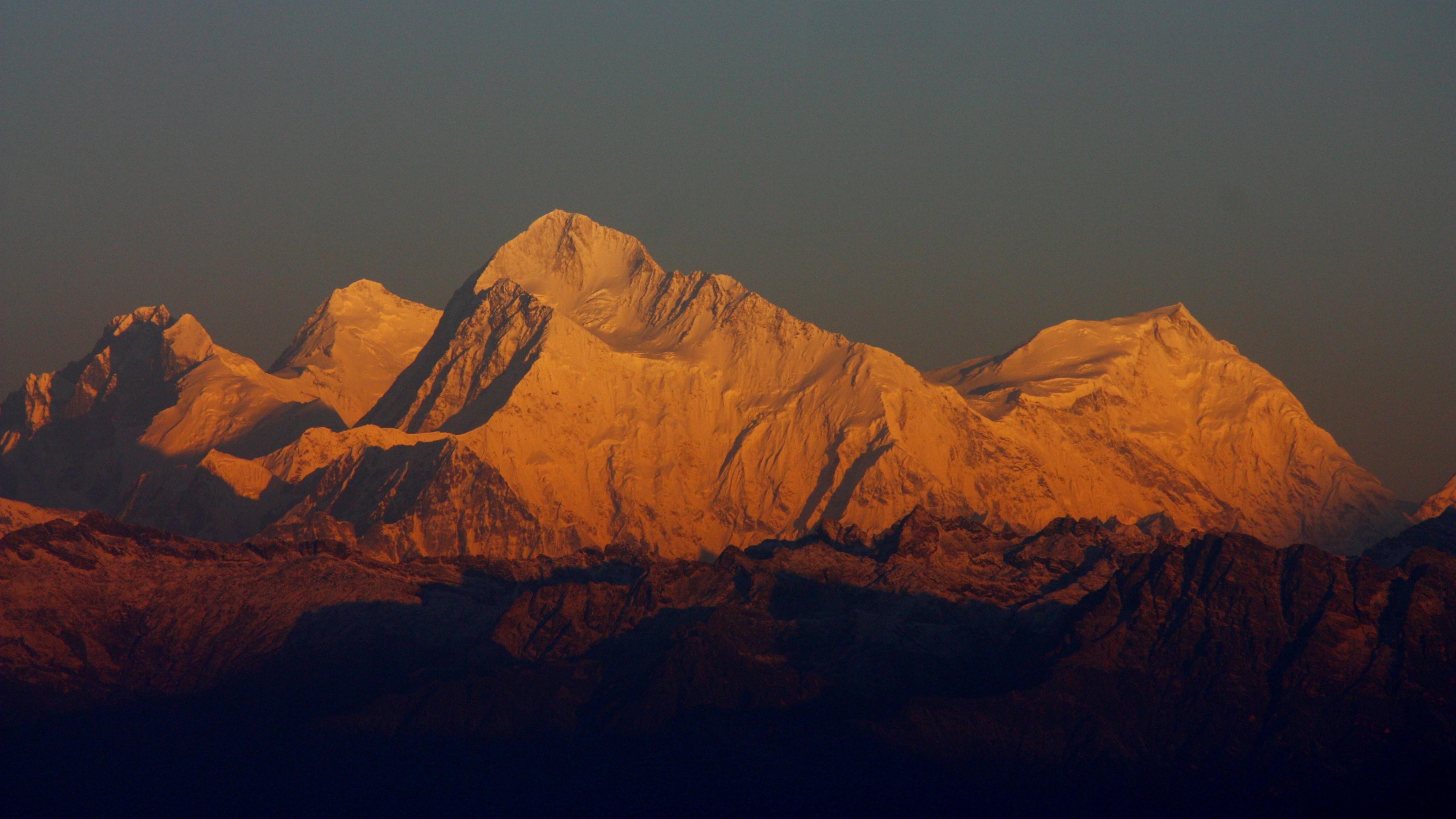
Una vista de los picos del Himalaya del monte Lhotse, el monte Everest, el monte Makalu y el monte Chomolonzo desde Phalut en Bengala Occidental, India.

El Makalu fue ya divisado y fotografiado durante el reconocimiento que realizó Howard Bury al Everest en 1921, y en 1933 durante el vuelo de reconocimiento al Everest y al Cho Oyu que hiciera Houston obtuvo también buenas fotografías de las caras sur y oeste del Makalu. El primer intento de escalada del Makalu fue realizado por un equipo estadounidense dirigido por William Siri en la primavera de 1954. La expedición estaba compuesta por miembros de la asociación Sierra Club, e incluía a Allen Steck. Conocida como la Expedición californiana del Himalaya al Makalu, fue la primera expedición organizada de un equipo estadounidense de montañismo al Himalaya.
Intentaron escalar la arista sureste, pero tuvieron que detenerse a 7100 m. de altitud por una sucesión constante de tormentas que les impedían progresar hacia la cumbre, hasta que se vieron obligados a regresar al campo base. Una cordada de Nueva Zelanda, entre cuyos miembros estaba Edmund Hillary, también estaba intentando la escalada al Makalu esa misma temporada de primavera, pero no consiguieron llegar muy alto debido a diferentes lesiones y enfermedades que sufrieron los miembros del equipo. En otoño de 1954, una expedición de reconocimiento francés hizo las primeras ascensiones de las dos cumbres subsidiarias del Makalu, escalando el Kangchungtse (22 de octubre): Jean Franco, Lionel Terray, Sardar Gyaltsen Norbu y Pa Norbu) y el 
Chomo Lonzo ocho días más tarde, coronando la cima Jean Couzy y Terray.
El Makalu fue escalado definitivamente por primera vez el 15 de mayo de 1955 por los franceses Lionel Terray y Jean Couzy gracias a una expedición francesa dirigida por Jean Franco. Al día siguiente, Franco, G. Magnone, Sardar y Gyaltsen Norbu, coronaron la cima, seguidos a continuación por Bouvier, S. Coupe, Leroux y A. Vialatte, exactamente el día 17. Esta ascensión fue un logro increíble dado que consiguió poner en la cumbre a la gran mayoría de los miembros de la expedición francesa, teniendo en cuenta, sobre todo, la extrema dureza de un pico tan difícil como el Makalu. Antes de ese momento, las cumbres eran coronadas por una o dos personas como máximo, prestando el resto de equipo un apoyo esencialmente logístico. El equipo francés escaló el Makalu por la cara norte y la arista noreste, aprovechando la pequeña meseta existente entre el Makalu y el Kangchungtse (conocida como el Makalu La, o collado del Makalu), estableciendo la ruta estándar habitual que todavía se usa fundamentalmente hoy en día.

## Otras ascensiones notables

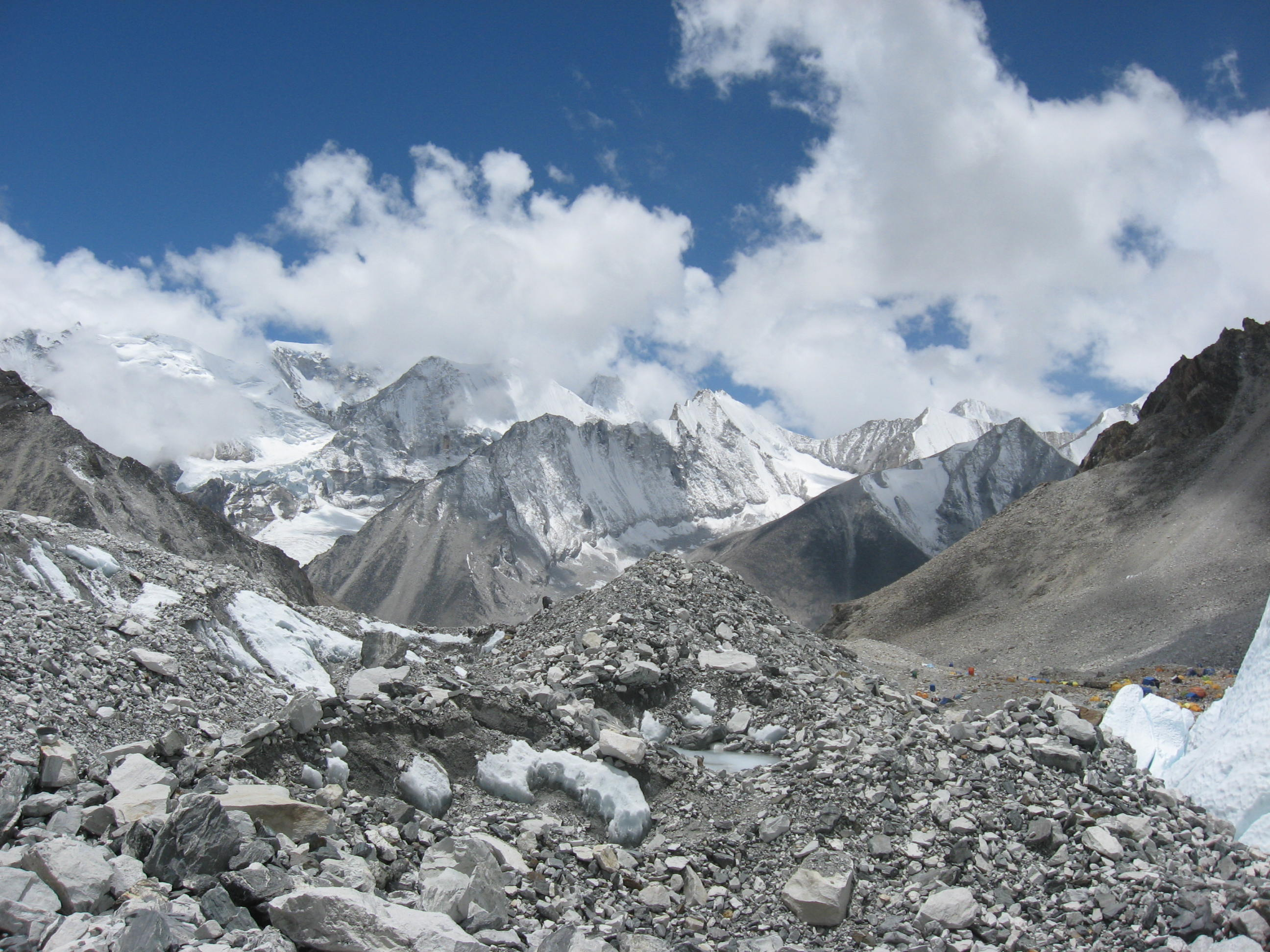
Makalu

- 1955 Cara Norte y Arista Noreste, Lionel Terray y Jean Couzy de Francia.[3]

- 1970: Arista Sureste: la escalada intentada por los norteamericanos, fue por primera coronada por el éxito el 23 de mayo por un equipo japonés, entre cuyos miembros ascendieron a la cima Y. Ozaki y A. Tanaka.

- 1971: La ruta extremadamente compleja, bellísima y técnica del Pilar Oeste del Makalu fue superada por primera vez con la ascensión en mayo de ese año por los franceses Frenchmen B. Mellet y Y. Seigneur.[3]

- 1975: Cara Sur – una expedición liderada por Aleš Kunaver llegó a la cima del Makalu por el empinado espolón meridional, convirtiéndose en los primeros eslovenos en pisar la cumbre de un ochomil, siendo el primer escalador entre ellos Stane Belak. Éste fue el tercer ascenso de un pico de ocho mil metros por una gran pared de una montaña y el pico más alto alcanzado con éxito hasta la cima sin el uso suplementario de oxígeno (Marjan Manfreda).[4]

- 1980: El Segundo ascenso con éxito del Pilar Oeste del Makalu fue realizado en 1980 por John Roskelley (cima), Chris Kopczynski, James States y Kim Momb, sin apoyo de porteadores sherpas y sin el uso suplementario de botellas de oxígeno.[5]

- 1981: El 15 de octubre de 1981, el renombrado alpinista polaco Jerzy Kukuczka ascendió al Makalu a través de una nueva ruta por el lado noroeste y por la cresta norte, escalando totalmente en solitario, mediante estilo alpino, sin el uso complementario de oxígeno.

- 1982: El 10 de octubre, el escalador polaco Andrzej Czok ascendió al Makalu hasta los 8.000 m, siguiendo la arista noroeste, alcanzando el Campo IV donde se le unieron dos escaladores más, Janusz Skorek y Andrzej Machnik, fracasando en su primer intento de escalar la cumbre. Finalmente, solo Czok consiguió la ascensión final en una segunda tentativa.

- 1988: El 27 de abril de este año, el francés Marc Batard subió a la cumbre en un ascenso fulgurante y espectacular en menos de 24 horas (habiendo establecido previamente los campos de altura) a través de la ruta West Buttress.[6]

- 1989: Cara Sur, nuevo ascenso en solitario del francés Pierre Beghin siguiendo la ruta empleada en 1975.[7]

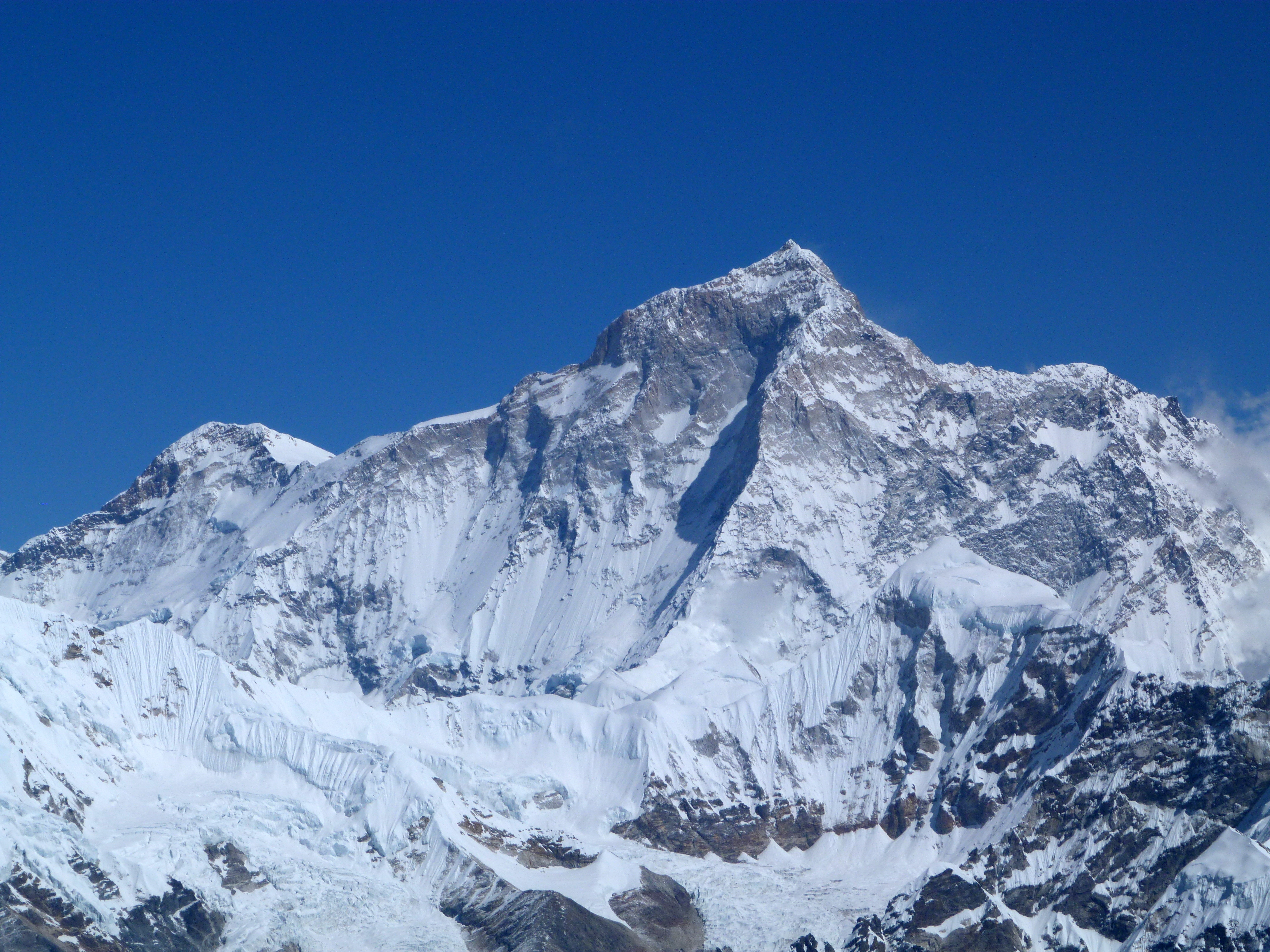
Makalu – Vista general del Makalu, con una imagen excepcional del famoso Pilar Oeste, una de las rutas más complejas y difíciles del alpinismo mundial.

- 1997: Después de siete intentos fallidos e infructuosos entre 1977 y 1996, la compleja y difícil vertiente Oeste de Makalu fue finalmente conquistada. Una expedición rusa encabezada por Sergey Efimov, junto con Alexei Bolotov, Yuri Ermachek, Dmitri Pavlenko, Igor Bugachevski y Nikolai Jiline consiguieron llegar a la cumbre. Este ascenso ganó en 1997 el famoso Piolet de Oro francés.

- 2006: Alrededor del 27 de enero de 2006, el alpinista francés Jean-Christophe Lafaille desapareció en el Makalu al tratar de realizar infructuosamente la primera ascensión invernal de la montaña.[8]

- 2009: El 9 de febrero de 2009, el Makalu fue escalado por primera vez en invierno, en una gran proeza alpinística, por el italiano Simone Moro y el gran escalador kazajo Denis Urubko.[9][10] Fue el último ochomil de Nepal en ser escalado en condiciones invernales, faltando aún la escalada del Nanga Parbat y del K2. Moro había efectuado la primera ascensión invernal del Shisha Pangma en el invierno de 2005 con el escalador polaco Piotr Morawski.

- 8 de mayo de 2019 : El andinista profesional peruano, Richard Hidalgo (http://www.richardhidalgo.com/), fallece al intentar escalar  esta montaña, como parte de su plan de escalar las 14 montañas más altas del mundo, solo  y sin oxígeno auxiliar.

El Makalu está calificado como uno los ochomiles más duros y es considerado una de las montañas más difíciles del mundo para su escalada. La montaña es famosa por sus paredes de empinadas y afiladas crestas expuestas completamente a los elementos. El ascenso final a la cumbre de la pirámide cenital consiste en una difícil escala técnica muy compleja sobre roca y hielo.

## Valle Makalu-Barun

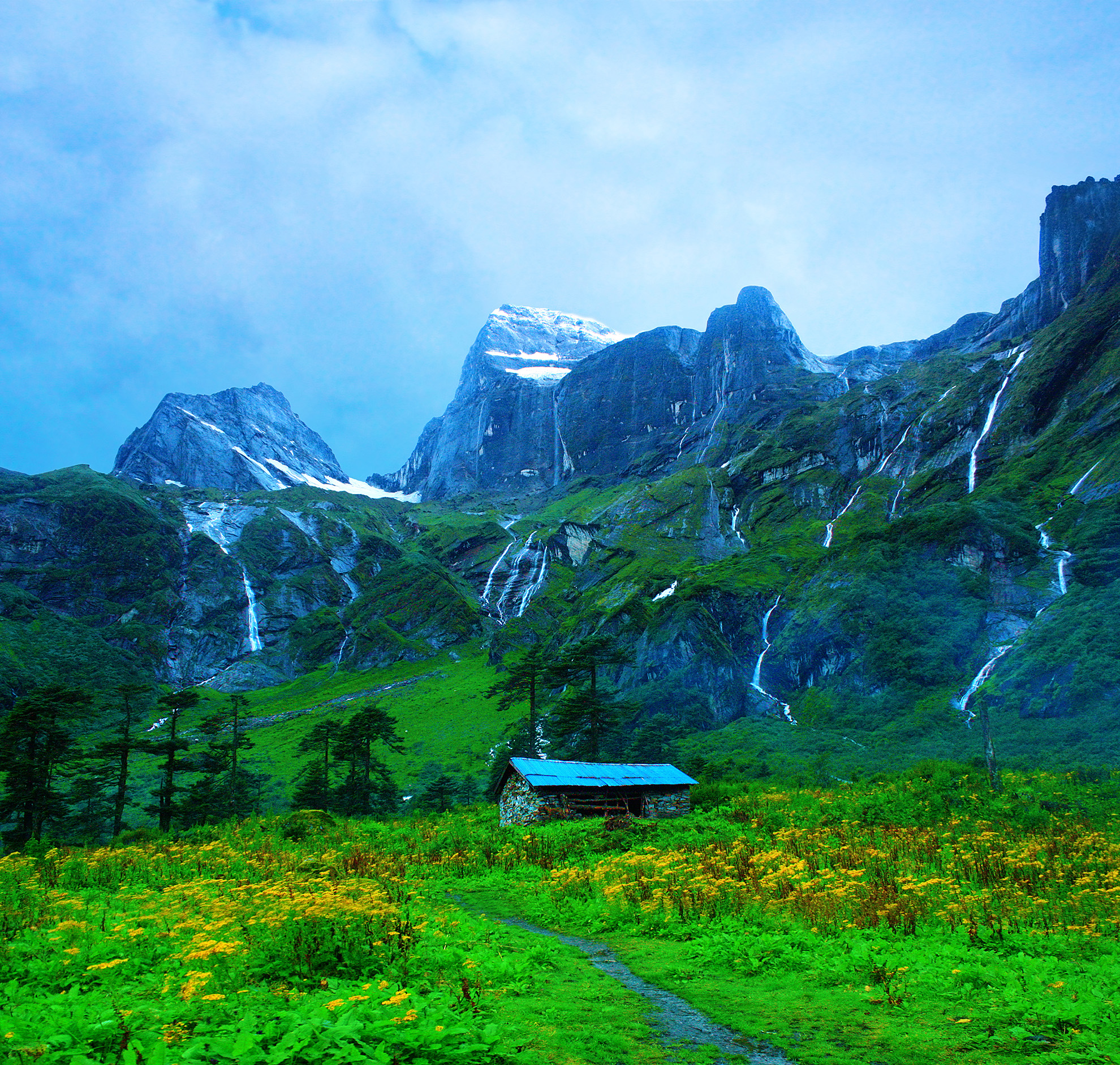
Valle Makalu-Barun – Un extenso valle glaciar se extiende a los pies del Makalu.

El Valle Barun es un valle glaciar ubicado en la base del macizo del Makalu, en el distrito Sankhuwasabha de Nepal. Este valle se extiende totalmente dentro del conocido parque nacional Makalu-Barun.
El parque nacional del Valle Barun, donde se encuentra el macizo del Makalu, ofrece impresionantes contrastes. En él podemos encontrar desde altas cascadas de agua, abiertas en profundas gargantas, escarpados riscos, donde se levantan exuberantes bosques verdes de muy diferentes especies arbóreas y centenares de especies de flores por debajo del nivel de nieves perpetuas de las altas cumbres. Este paisaje único alberga algunos de los últimos ecosistemas vírgenes de alta montaña de la Tierra. Especies raras de animales y plantas, con algunos endemismos exclusivos, florecen en diversos climas y hábitats, relativamente poco perturbados por la especie humana. El primer equipo que intentó realizar una expedición de ski en el Himalaya viajó a lo largo de este extraordinario valle virgen a los pies del Makalu.

## Siniestralidad
Actualmente, sus más de 150 ascensiones se canalizan mayoritariamente por la ruta que se abrió durante el primer ascenso con éxito (la considerada ruta habitual). Se trata de una vía de ruta larga que exige estar bastante tiempo en altura, lo que hace del Makalu el tercero en peligrosidad (tras el K2 y el Annapurna) cuando se valoran tan solo las muertes de quienes han hecho cumbre (contabilizándose solo los fallecidos en el descenso).

## Lecturas aconsejadas
- Franco, Jean, Makalu: 8470 metres (27,790 feet): the highest peak yet conquered by an entire team, J. Cape, 1957.
- Terray, Lionel, Conquistadors of the Useless, p. 323-335, Victor Gollancz Ltd., 1963. ISBN 0-89886-778-9